# 1970 în literatură
- 1969 în literatură — 1970 în literatură — 1971 în literatură

Anul 1970 în literatură a implicat o serie de evenimente și cărți noi semnificative.

## Cărți noi
- Richard Bach - Jonathan Livingston Seagull
- Nina Bawden - The Birds on the Trees
- Pierre Berton - The National Dream
- Judy Blume - Are You There, God? It's Me, Margaret
- Jim Bouton - Ball Four
- Wallace Breem - Eagle in the Snow
- Jimmy Breslin - The Gang That Couldn't Shoot Straight
- Taylor Caldwell - Great Lion of God
- John Dickson Carr - The Ghosts' High Noon
- Agatha Christie - Passenger to Frankfurt
- Roald Dahl - Fantastic Mr Fox
- Robertson Davies - Fifth Business
- L. Sprague de Camp
  - The Reluctant Shaman and Other Fantastic Tales
  - Warlocks and Warriors (ed.)
- Samuel R. Delany - The Fall of the Towers (Trilogie)
- James Dickey - Deliverance
- José Donoso - El obsceno pájaro de la noche
- Lawrence Durrell - Nunquam
- J. G. Farrell - Troubles
- Shirley Hazzard - The Bay of Noon
- Anne Hébert - Kamouraska
- Ernest Hemingway - Islands in the Stream
- Susan Hill - I'm the King of the Castle
- Pamela Hansford Johnson - The Honours Board
- Anna Kavan - Julia and the Bazooka
- Jaan Kross - Between Three Plagues (partea I)
- Ira Levin - This Perfect Day
- H. P. Lovecraft - The Horror in the Museum and Other Revisions
- John D. MacDonald - The Long Lavender Look
- Eric Malpass - Oh My Darling Daughter
- Ruth Manning-Sanders - A Book of Devils and Demons
- Yukio Mishima - The Decay of the Angel ultima carte a seriei The Sea of Fertility
- Brian Moore - Fergus
- Toni Morrison - The Bluest Eye
- Larry Niven - Ringworld
- John Jay Osborn, Jr. - The Paper Chase
- Robert W. Peterson - Only the Ball was White
- Mary Renault - Fire from Heaven
- Kurban Said - Ali and Nino
- Erich Segal - Love Story
- Sidney Sheldon - The Naked Face
- Clark Ashton Smith - Other Dimensions
- Muriel Spark - The Driver's Seat
- Mary Stewart - The Crystal Cave
- Leon Uris - QB VII
- Jack Vance - The Pnume
- E. B. White - The Trumpet Of The Swan
- Patrick White - The Vivisector
- Roger Zelazny - Nine Princes in Amber (Nouă prinți din Amber)

## Premii
- Premiul Nobel pentru Literatură: